# Cristian Roberti
Cristian Roberti (ur. 1 października 1980) – wenezuelski zapaśnik w stylu wolnym. Brązowy medal na igrzyskach panamerykańskich w 2007 i mistrzostwach panamerykańskich w 2005. Wicemistrz igrzysk boliwaryjskich w 2005 roku.